# Tovena
Tovena è una frazione del comune di Cison di Valmarino.
Posta lungo la Vallata, ai piedi del Passo San Boldo, dista circa 4 km dal capoluogo comunale.

## Geografia fisica
Tovena si trova in Cison di Valmarino, alla destra del fiume Soligo. Si incunea all'imboccatura di una valle laterale segnata dal torrente Gravon; compresa tra il monte Pallone (805 m s.l.m.) e il monte Torresel (1.142 m), nel versante meridionale delle Prealpi Bellunesi, si allunga da sud a nord e, attraverso il passo di San Boldo, permette di raggiungere la Valbelluna presso Trichiana.

## Storia
Il toponimo sarebbe in relazione con il termine dialettale toff, indicante un terreno duro e impenetrabile. Una seconda ipotesi lo lega a un'altra parola, in uso nel dialetto trentino: tof "solco di erosione", un riferimento alla stretta gola che conduce al passo San Boldo.
La prima citazione in cui è ricordata Tovena compare in un diploma di Ottone I del 2 febbraio 962 con il quale l'imperatore donava al vescovo di Ceneda la curtis Tovene. Fu quindi feudo dei Caminesi, dei Rovero e quindi dei Brandolini come parte della contea di Valmareno.

## Monumenti e luoghi d'interesse

### Chiesa parrocchiale
È dedicata ai santi Simone e Giuda apostoli. Nel 1423 il vescovo Antonio Correr autorizzava la cappella, allora dipendente dalla pieve di Cison, a erigere un battistero. Divenne parrocchiale il 1º luglio 1693.
L'attuale edificio, considerato tra i più pregevoli della diocesi di Vittorio Veneto, è del 1750 circa. Ha subito vari rimaneggiamenti, come l'ampliamento del 1853 che l'ha dotato delle due navate laterali. Non si hanno notizie sulle dimensioni e architettura della chiesa precedente, anch'essa dedicata ai santi apostoli Simone e Giuda.
Al suo interno sono conservate varie opere di pregio, tra cui la secentesca cuspide di autore ignoto, dei Ghirlanduzzi è la parte centrale dell'altar maggiore dedicato ai Santi Simone e Giuda; come pure il tabernacolo; l'altare dedicato ai Santi Rocco e Sebastiano; mentre sull'altare della Madonna del Rosario degli stessi scultori sono le sole tre statue, il trittico datato 1696-1699 e altre opere di Egidio Dall'Oglio, Mathias Gremsel e Antonio Sasso. L'organo è di Gaetano Callido.
Il secentesco campanile della chiesa fu danneggiato e poi demolito sul finire della seconda guerra mondiale, e in seguito ricostruito in posizione diversa, sul lato della chiesa che dà sulla piazza anziché di fronte all'entrata della chiesa stessa.

### Capitelli
La tradizione cristiana nel paese di Tovena si manifesta nella presenza di numerosi capitelli:
- in piazza Vittoria (S. Antonio da Padova);
- in piazza Diaz (Madonna del Rosario);
- in Cal dei Santi (Madonna del Rosario, Madonna del pozzet);
- ai Meneghei (Madonna del Rosario);
- in via Indipendenza (S. Caterina d'Alessandria, S. Antonio da Padova);
- dai "Zilli" (Madonna del Carmine);
- in via S. Boldo (S. Ottilia, S. Antonio da Padova, S. Anna, il Cristo, la Madonneta);
- al Passo (croce lignea);
- al Pian de la Cros (croce lignea)[6].

### Altro
All'imbocco sud della SS 636 del Passo San Boldo si vedono i resti di una torre di vedetta.
La torre si trova su uno sperone roccioso alle pendici della Costamagra a strapiombo sul Torrente Gravon, a quota 397 m s.l.m. circa; di forma quadrata s'innalzava per circa 4 metri. La mancanza di reperti significativi preclude una datazione certa; si suppone che sia di epoca Bizantina, precedente all'invasione longobarda.
Traccia della presenza di questa torre di vedetta si può trovare in un testo del cronista Andrea Redusi, testimoniante che nel 1372 esisteva una torre "in confinio S. Boldi - super territorio Vallis Mareni, Tarvisiani districtus".
Sono inoltre visibili sulle pareti di varie case del paese alcuni affreschi (in piazza Vittoria, in via Nazionale, in Piazza Diaz, in via Manin e in cal dei Santi).